# Marionnaud
Marionnaud Parfumeries este o companie franceză care deține o rețea de parfumerii de lux.
Compania are vânzări totale de peste 1 miliard de euro pe an.

## Marionnaud în România
Compania este prezentă și în România, unde deține lanțurile Ina Center și Privilege, cele mai mari rețele de parfumerie din țară.
Cele două firme dețineau în total 32 de magazine în anul 2005 și au avut o cifră de afaceri consolidată de 8 milioane euro în 2004.
În anul 2009, cele două companii au avut o cifră de afaceri cumulată de 12,3 milioane de euro.
În anul 2010, rețeaua Ina Center avea 24 de magazine iar rețeaua Privilége avea 29 de magazine la nivel național.
Printre mărcile de parfumuri vândute în magazinele Ina Center și Privilege se numără Kenzo, Jean-Paul Gaultier, Bucheron, Thierry Mugler, Gucci, Escada, Lancome, Dior și Chanel.
Principalii competitori în România sunt Sephora și Douglas.